# Prologue (Renaissance)
Prologue is het derde muziekalbum van de muziekgroep Renaissance, maar wordt door de nieuwe leden van de band als de eerste gezien. Zo kondigt Annie Haslam in 1975 tijdens een live concert het nummer Prologue aan als de titeltrack van 'ons eerste album' en wordt Ashes are Burning de titeltrack van het tweede album genoemd (te horen op het album Live at Carnegie Hall)
Na het debacle rond het tweede album van de band, Illusion, bleef er van de originele bandleden niemand meer over. Eerst probeerde John Hawken, de kar te trekken, maar later bleek Michael Dunford, ex-maatje van Hawken uit The Nashville Teens, de band voort te zetten. Op 1 januari 1972 werd Annie Haslam aangetrokken als vervangster voor de plotseling vertrokken Jane Relf. John Tout werd naar voren geschoven door Hawken, die zich intussen bij Spooky Tooth had aangesloten. Vervolgens kwamen Terry Sullivan en Jon Camp Renaissance versterken. Het leek een bij elkaar geraapt bandje te zijn, toch zou de band in latere jaren succesvol worden.
Voordat het album opgenomen zou gaan worden overleed de beoogde gitarist Mick Parsons bij een verkeersongeval; hij werd vervangen door Rob Hendry, maar die vertrok vlak na de opnames en zo moest Dunford zelf weer gaan spelen. De invloed van oud bandlid Jim McCarthy is nog groot, hij tekende voor een deel van de tracks. Ook de invloed van Hawken, klassiek geschoold is groot. Tekstschrijfster voor dit volgende albums was de Britse schrijfster Betty Thatcher-Newsinger.
Het tekstloze lied Prologue lijkt geschreven door Hawken, alleen al vanwege het gebruik van Frédéric Chopins, Etude no 10. opus 12. Het nummer lijkt tevens geschreven te zijn voor de stem van Jane Relf. Verder op in het album hoort men een citaat uit Maurice Ravels Bolero

## Personeel
- Annie Haslam - zang
- Jon Camp (genoemd als "John Camp") – basgitaar, zang op "Kiev", achtergrondzang
- John Tout – toetsinstrumenten, achtergrondzang
- Rob Hendry – gitaar, achtergrondzang
- Terence Sullivan – slagwerk
- VCS3 solo on "Rajah Khan": Francis Monkman, later van Sky

## Composities
Originele uitgave:
1. "Prologue" (Dunford) - 5:39
2. "Kiev" (McCarty-Thatcher) - 7:38
3. "Sounds Of The Sea" (Dunford-Thatcher) - 7:07
4. "Spare Some Love" (Dunford-Thatcher) - 5:11
5. "Bound For Infinity" (McCarty-Thatcher) - 4:23
6. "Rajah Khan" (Dunford) - 11:31

In het compact disc-tijdperk werd deze elpee gekoppeld aan Ashes Are Burning, het volgende album. Helaas moest er bij de totstandkoming van die cd, In The Beginning geheten, gesneden worden om samen met die plaat op één compact disc te kunnen. Ook songs van Ashes ondergingen dat lot.
Studio: Renaissance (1969) · Illusion (1971) · Prologue (1972) · Ashes Are Burning (1973) · Turn of the Cards (1974) · Scheherazade and other stories (1975) · Novella (1977) · A Song for All Seasons (1978) · In the Beginning (1978) · Azure d'Or (1979) · Camera Camera (1981) · Time-Line (1983) · Tuscany (2000) · The Mystic and The Muse (ep) (2010) · Grandine il Vento (2012)
Annie Haslams Renaissance: Blessing in Disguise  (1994)
Michael Dunford's Renaissance: The Other Woman  (1994) · Ocean Gypsy (1997)
Live: Live at Carnegie Hall (1976) · Renaissance Live at the Royal Albert Hall (1977) · BBC Sessions (1999) · Day of the Dreamer (2000) · Renaissance Unplugged (2000) · In the Land of the Rising Sun (2002) · Dreams and Omens (2008) · Renaissance DeLane Lea Studios 1973 (2015) · A symphonic journey (2018)
Compilatie: Tales of 1001 Nights (Parts 1 and 2) (1990) · Da Capo (1995) · Songs from Renaissance Days (1997) · Live & Direct (2002)